# Eichenhof (Zolling)
Eichenhof ist ein Gemeindeteil der Gemeinde Zolling im Landkreis Freising. 

## Geographie
Der Gutshof liegt 1,5 Kilometer südöstlich von Zolling an der Amper. 

## Geschichte
Die Grundstücke, auf denen das Gut heute liegt, gehörten ursprünglich zur Gemeinde Tüntenhausen. Ab Anfang des 20. Jahrhunderts entstand dort ein landwirtschaftliches Anwesen. 1933 wurde das Anwesen ins Grundsteuerkataster aufgenommen und ab dann Zurnhausen zugerechnet. Nach mehreren Besitzerwechseln erwarb 1966 Rolf Kauka das inzwischen fast 30 ha umfassende Gelände, das aufgrund der Umgebung auch Kaukasien genannt wurde.
Im Zuge der Gebietsreform in Bayern wurde die Gemeinde Tüntenhausen in die Stadt Freising eingemeindet. 1978 wurde das Gut umgegliedert und ist seitdem Teil der Gemeinde Zolling. Da die Ortsbezeichnung Zurnhausen nun irreführend war (Zurnhausen liegt oberhalb des Ampertals und gehört zur Stadt Freising), erhielt das Gut 1979 die neue Ortsbezeichnung Eichenhof.
Ende 1982 verkaufte Rolf Kauka Eichenhof an Gustav Adolf Blum. Bis heute befindet sich der Gutshof im Besitz der Familie Blum, die dort eine Reitanlage betreibt. Simone Blum wurde bei den Weltreiterspielen 2018 Weltmeisterin im Springreiten.    